# Neogovea immsi
Espèce
Neogovea immsi est une espèce d'opilions cyphophthalmes de la famille des Neogoveidae.

## Distribution
Cette espèce est endémique d'Amapá au Brésil. Elle se rencontre vers Ponta dos Indios,  Oiapoque.

## Description
Le mâle décrit par Martens en 1969 mesure 3,35 mm et les femelles de 3,4 à 3,65 mm.

## Étymologie
Cette espèce est nommée en l'honneur d'Augustus Daniel Imms.

## Publication originale
- Hinton, 1938 : « A key to the genera of the Suborder Cyphophthalmi with a description and figures of Neogovea immsi, get. et sp.n. (Arachnida, Opiliones). » Annals and Magazine of Natural History, sér. 11, vol. 2, p. 331-338.